# Das da
das da – Monatsmagazin für Kultur und Politik (auch dasda/avanti) war eine von 1973 bis 1979 in Hamburg erscheinende Zeitschrift. Gegründet wurde sie von Klaus Rainer Röhl, dem ersten Leiter der Zeitschrift konkret, und Peter Rühmkorf. Als Autoren tätig waren unter anderem Rolf Hochhuth, Karlheinz Deschner, Rudi Dutschke, Sebastian Haffner, Günter Wallraff, Hubert Fichte, Jochen Steffen und Robert Neumann.
Neben politischen Beiträgen enthielt das Blatt auch erotische Reportagen und Abbildungen.
Nach Darstellung des Mitgründers Klaus Rainer Röhl musste die Zeitschrift aufgrund der „Zersetzung“ durch die Stasi ihr Erscheinen einstellen.